# Upload (serie televisiva)
Upload è una serie televisiva statunitense creata da Greg Daniels, con Robbie Amell e Andy Allo. La prima stagione è stata resa disponibile il 1º maggio 2020 su Prime Video.

## Trama
Upload è ambientato nel 2033, in un futuro in cui gli esseri umani sono in grado di "caricare" (upload) la propria coscienza, al momento della morte del proprio corpo, in un aldilà digitale, un ambiente più o meno ideale a seconda del prezzo pagato per ottenerlo. Quando Nathan va incontro a morte prematura per un incidente stradale dalle dinamiche oscure provocato apparentemente dalla sua auto a guida autonoma, viene accolto nella sua versione del paradiso, nota come "Lake View", da Nora, un'assistente umana incaricata di affiancare le fasi iniziali di adeguamento e apprendimento al nuovo piano di esistenza. La serie segue i due mentre Nathan si abitua alla vita lontano dai suoi cari e Nora fatica a rimanere a galla economicamente e a lavorare insieme a Nathan nel mondo virtuale, come suo angelo ovvero aiutante, mentre il mistero sulla morte di quest'ultimo si dipana.

## Episodi
| Stagione         | Episodi | Pubblicazione USA | Pubblicazione Italia |
| ---------------- | ------- | ----------------- | -------------------- |
| Prima stagione   | 10      | 2020              | 2020                 |
| Seconda stagione | 7       | 2022              | 2022                 |
| Terza stagione   | 8       | 2023              | 2023                 |

## Cast e personaggi

### Principali
- Nathan Brown (stagioni 1- in corso), interpretato da Robbie Amell, doppiato da Maurizio Merluzzo.
Ingegnere e programmatore informatico di 27 anni, deceduto e caricato nell'aldilà digitale Lake View.
- Nora Antony (stagioni 1- in corso), interpretata da Andy Allo, doppiata da Gea Riva.
Angelo di Nathan che lo aiuta con il suo aldilà.
- Ingrid Kennerman (stagioni 1- in corso), interpretata da Allegra Edwards, doppiata da Alice Bertocchi.
Fidanzata di Nathan.
- Aleesha (stagioni 1- in corso), interpretata da Zainab Johnson, doppiata da Giuliana Atepi.
Collega di Nora e angelo di Luke.
- Luke (stagioni 1- in corso), interpretato da Kevin Bigley, doppiato da Daniel Magni.
Ex caporale dell'esercito, residente di Lake View e amico di Nathan e conosce molti trucchi di Lakeview.
- Ivan (stagioni 2- in corso), interpretato da Josh Banday, doppiato da Luca Ghignone.
Collega di Nora.

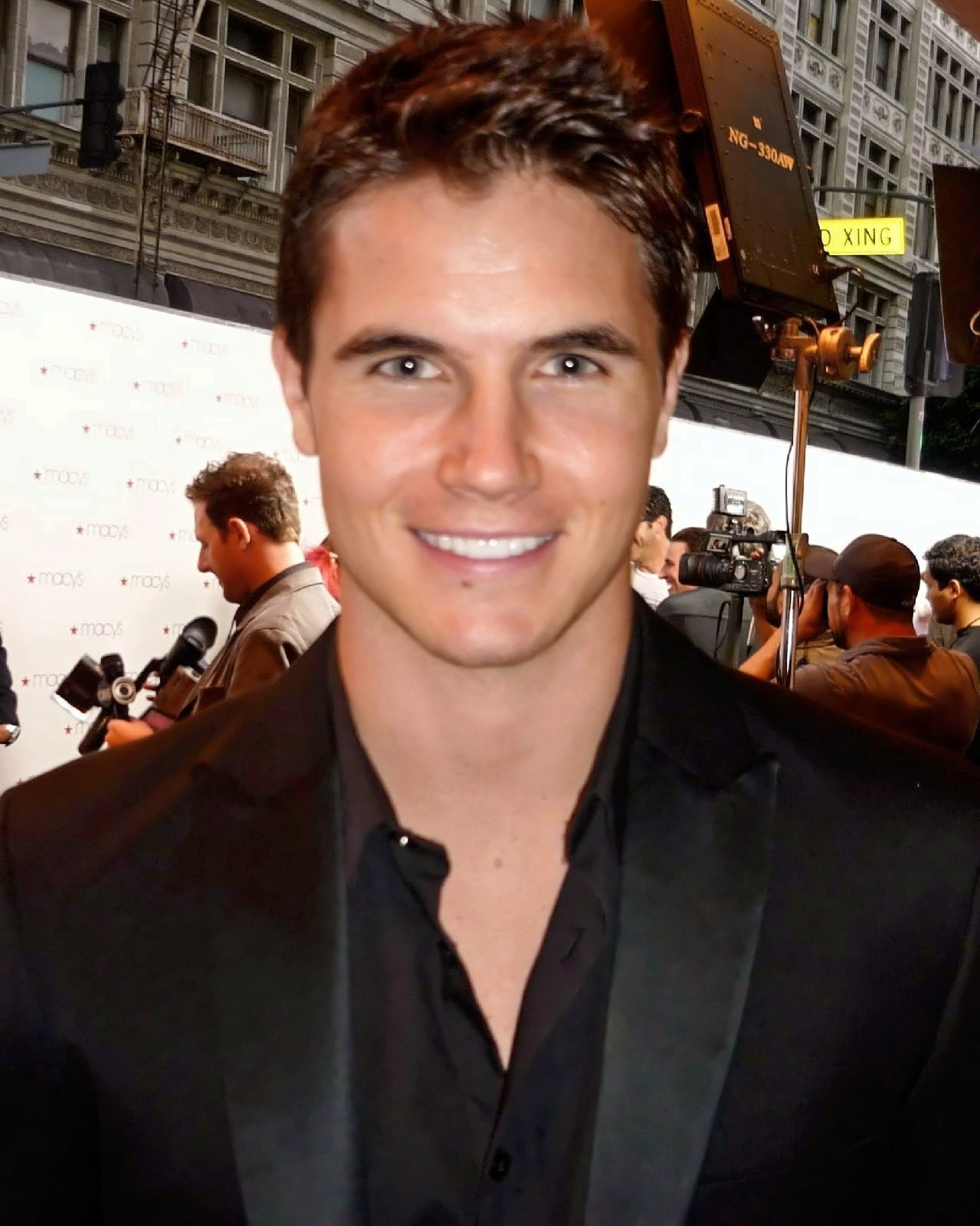
Robbie Amell interpreta Nathan Brown
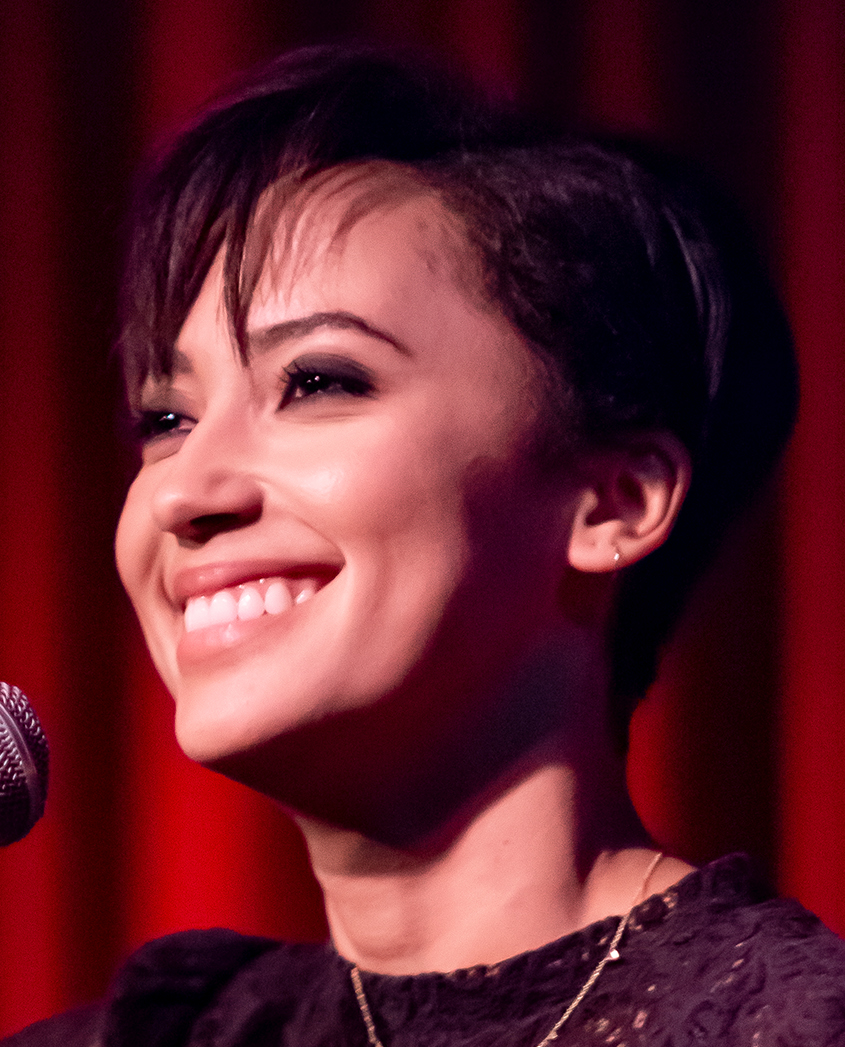
Andy Allo interpreta Nora Antony
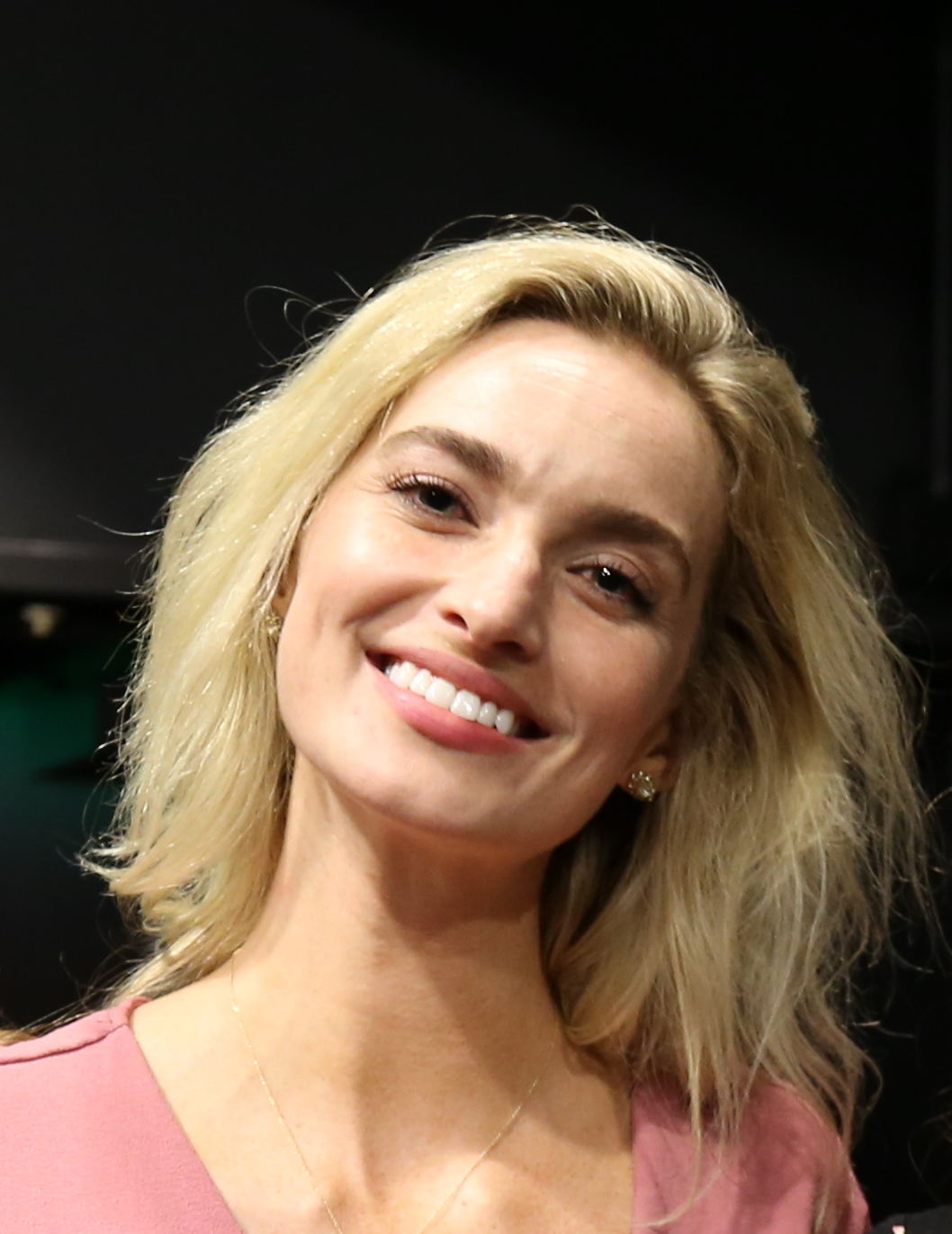
Allegra Edwards interpreta Ingrid Kannerman
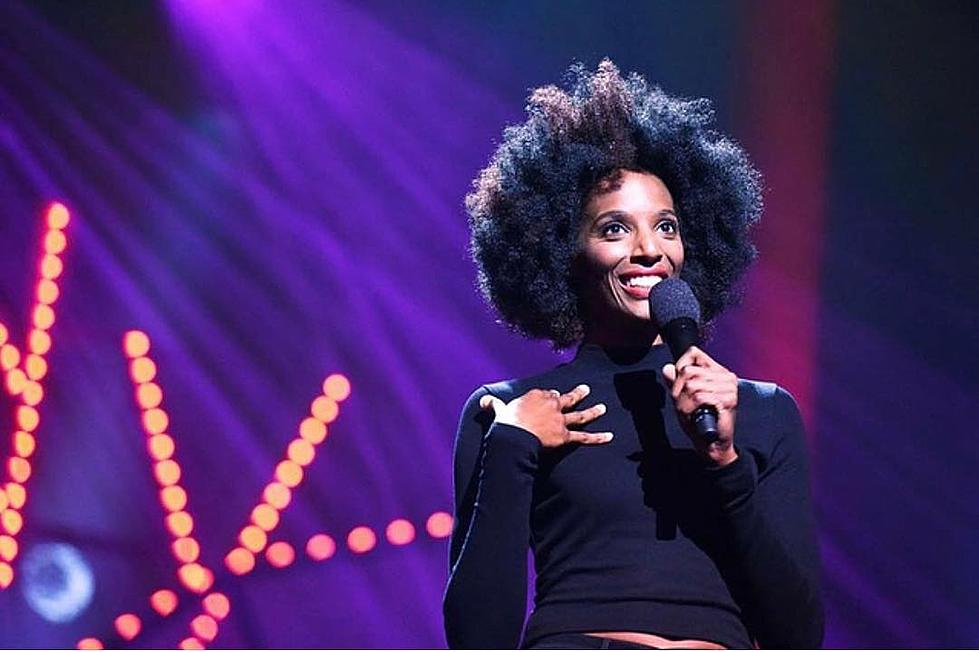
Zainab Johnson interpreta Aleesha

### Ricorrenti
- Jordan Johnson-Hinds nel ruolo di Jamie, migliore amico di Nathan e suo compagno d'affari.
- Chris Williams nel ruolo di Dave Anthony, il padre di Nora.
- Owen Daniels nel ruolo di I.A. Guy, un  I.A. che lavora a Lake View e che svolge più funzioni.
- Andrea Rosen nel ruolo di Lucy, capo di Nora a Horizon.
- Christine Ko nel ruolo di Mandi, la coinquilina di Nora.
- Jessica Tuck nel ruolo di Viv, la madre di Nathan.
- William B. Davis nel ruolo di David Choak, un uomo ricco che vive allo stesso piano di Nathan a Lake View.
- Elizabeth Bowen nel ruolo di Fran Booth, la goffa cugina di Nathan che sta indagando sul suo incidente d'auto.
- Andy Thompson nel ruolo del professore.
- Chloe Coleman nel ruolo di Nevaeh, la nipote di Nathan
- Yvetta Fisher nel ruolo di Batia.
- Barclay Hope nel ruolo di Oliver Kannerman.
- Hilary Jardine nel ruolo di Mildred, doppiato da Virginia Astarita.
- Rhys Slack nel ruolo di Dylan.
- Scott Patey nel ruolo di Josh Pitzer.

### Ospiti
- Justin Stone nel ruolo di Dan the Orbit Gum Guy.
- Philip Granger nel ruolo di zio Larry, fratello di Viv e zio preferito di Nathan.
- Phoebe Miu nel ruolo di Yang.
- Brea St. James nel ruolo di Older Dylan
- Lucas Wyka nel ruolo di Jack Kannerman
- Matt Braunger nel ruolo di Brad

## Produzione

### Sviluppo
L'8 settembre 2017, è stato annunciato che Amazon aveva dato un ordine pilota a una nuova serie comica a telecamera singola creata da Greg Daniels. Il 28 luglio 2018 è stato annunciato che Amazon aveva dato alla produzione un ordine in serie per una prima stagione composta da dieci episodi. Ci si aspetta che Daniels sia produttore esecutivo insieme a Howard Klein. La società di produzione coinvolta nella serie è la 3 Arts Entertainment.

### Casting
Nel gennaio 2018 è stato annunciato che Robbie Amell e Andy Allo erano stati scelti rispettivamente per il ruolo principale maschile e femminile dell'episodio pilota.

### Riprese
Le riprese della serie si sono svolte dal 5 marzo 2019 al 10 maggio 2019 a Vancouver, British Columbia, Canada.
Alcune immagini in realtà virtuali degli esterni di Lake View, sono state riprese all'hotel Mohonk Mountain House e nella circostante riserva a New Paltz, a nord di New York, tra cui immagini dell'hotel, del parco e del lago. Gli interni delle camere e dell'hotel sono stati ripresi sempre all'Mohonk Mountain House.

### Produzione
Dopo una settimana dalla pubblicazione della prima stagione, Amazon Studios ha rinnovato la serie per una seconda stagione, disponibile dall'11 marzo 2022 sempre su Prime Video.
La serie è stata rinnovata per una terza stagione, pubblicata nel 2023, e per una quarta e ultima stagione. 

## Accoglienza
Su Rotten Tomatoes (basandosi su 55 recensioni) la serie ha ottenuto una percentuale di approvazione del 87%, con un punteggio medio di 6,93/10. Il commento del sito recita: "Anche se Upload qualche volta soffre di un sovraccarico tonale, la sceneggiatura è spiritosa mentre il cast è accattivante, creando complessivamente un aldilà che vale la pena di vivere".
Mentre Metacritic (su 21 recensori) ha assegnato alla serie un punteggio ponderato di 66 su 100 ponendolo quindi nella categoria "Recensioni generalmente positive" (in originale: "Generally favorable reviews").